# 呼中区
呼中区（こちゅう-く）は中華人民共和国黒竜江省大興安嶺地区に位置する区。本区は中華人民共和国民政部の行政区画データにおいて、同地区呼瑪県の一部である。

## 地理
呼瑪河（ふまるがわ）が流れている。

## 歴史
旧来は呼瑪県の管轄地域であった。1964年8月10日、大興安嶺特区として分割され、1965年7月に呼中林業公司（1970年林業局に改編）が成立した際に呼中区が設置され、地方行政組織と国営企業の一体化としての区が成立した。

## 行政区画
下部に4鎮を管轄：
- 鎮：呼中鎮、碧水鎮、呼源鎮、宏偉鎮

## 健康・医療・衛生
- 呼中林業局職工医院